# Aimé Paris
Aimé Paris, né le 19 juin 1798 à Quimper et mort le 29 novembre 1866 à Paris, est l'auteur d'une méthode de sténographie.

## Biographie
En 1815, il apprend le système Taylor adapté par Bertin au français, se mettant ensuite à pratiquer celui de Conen de Prépean selon l'édition de 1817, c'est-à-dire en croisant les signes pour les différencier.
En 1820, après avoir inventé sa propre méthode de sténographie, il abandonne sa carrière d'avocat et parcourt les départements français, ainsi que les Pays-Bas, la Belgique et la Suisse, en donnant des conférences et en enseignant son système.
Il est l'auteur des livres Histoire de la Sténographie et Inventions d'Aimé Paris.
Il est également actif dans le domaine de la mnémotechnie et publie plusieurs ouvrages à ce sujet.
Il intervient enfin dans la méthode de notation musicale par chiffres connue sous le nom de Galin-Paris-Chevé.
Son œuvre sténographique sera poursuivie et complétée par Louis Prosper Guénin.
Il est inhumé au cimetière du Père-Lachaise (56e division).

## Mnémotechnique
Grâce à son système de sténographie, Aimé Paris permet le traitement simultané des lettres aux chiffres et vice-versa pour générer des règles mnémoniques et d'autres éléments qui peuvent améliorer la mémoire et l'apprentissage.
Son modèle est comme suit :
| Chiffres | Lettres |
| -------- | ------- |
| 0        | c, s, z |
| 1        | d, t    |
| 2        | n       |
| 3        | m       |
| 4        | r       |
| 5        | l       |
| 6        | g, j    |
| 7        | c, k    |
| 8        | f, v    |
| 9        | b, p    |

La façon dont les caractères numériques associées à la phonétique des lettres est par la ressemblance que, par écrit, sont les nombres associés aux lettres. Les voyelles sont exclues.
Ainsi, à titre d'exemple, le mot «VaLiSe» serait 850 et le nombre 302 allait devenir « MéCèNe ».